# Apocerea sobria
Apocerea sobria là một loài bướm đêm thuộc phân họ Arctiinae, họ Erebidae.